# Bahnhof Berlin Westhafen
Der Bahnhof Westhafen ist ein Schnellbahnknotenpunkt im Berliner Ortsteil Moabit des Bezirks Mitte, unweit des Westhafens. Zu ihm gehört der Bahnhof an der Ringbahn (offizieller Name: Berlin Westhafen), der von der S-Bahn bedient wird, und ein U-Bahnhof an der U9.

## Ringbahnhof

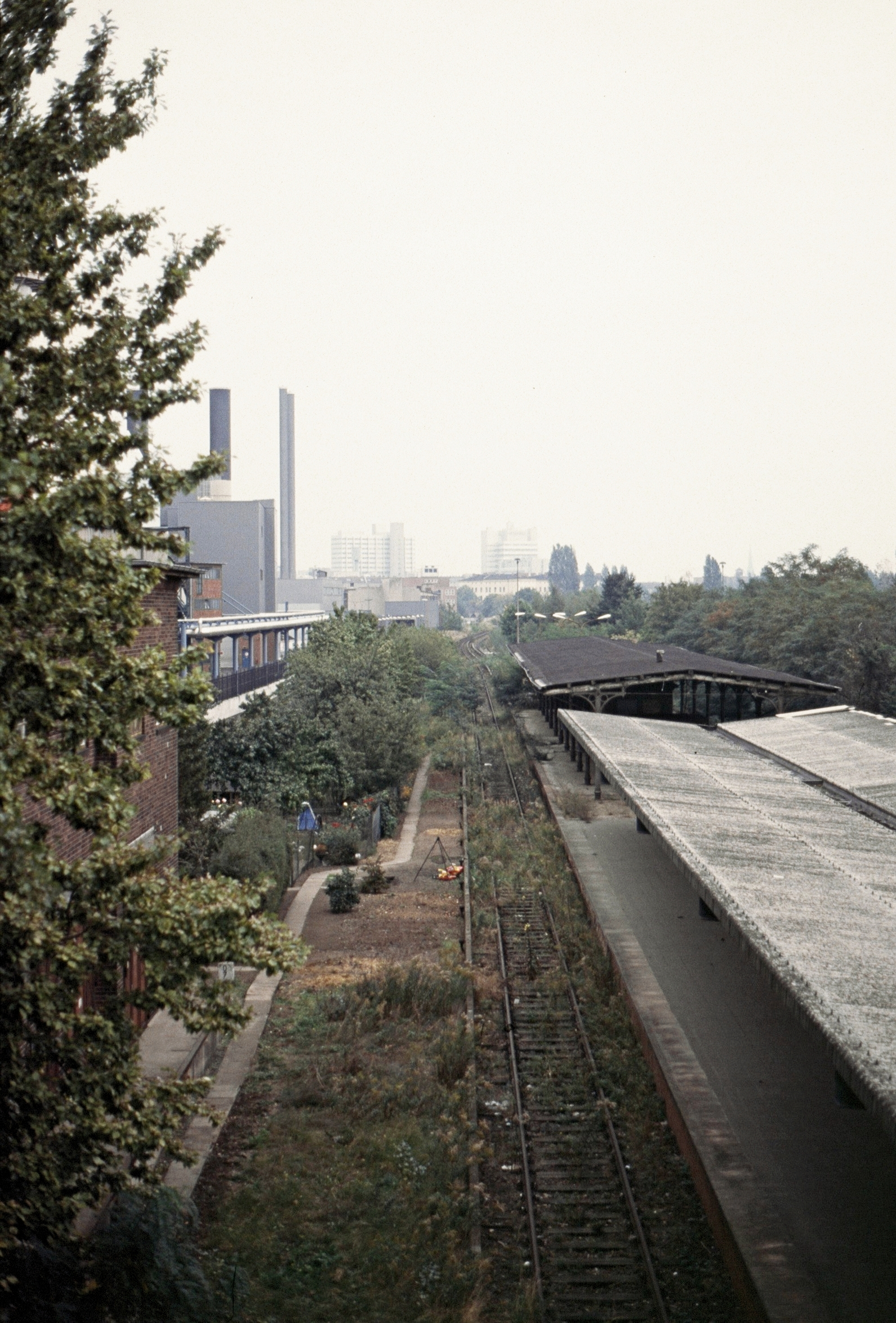
Bahnsteig des stillgelegten S-Bahnhofs Putlitzstraße, 1992

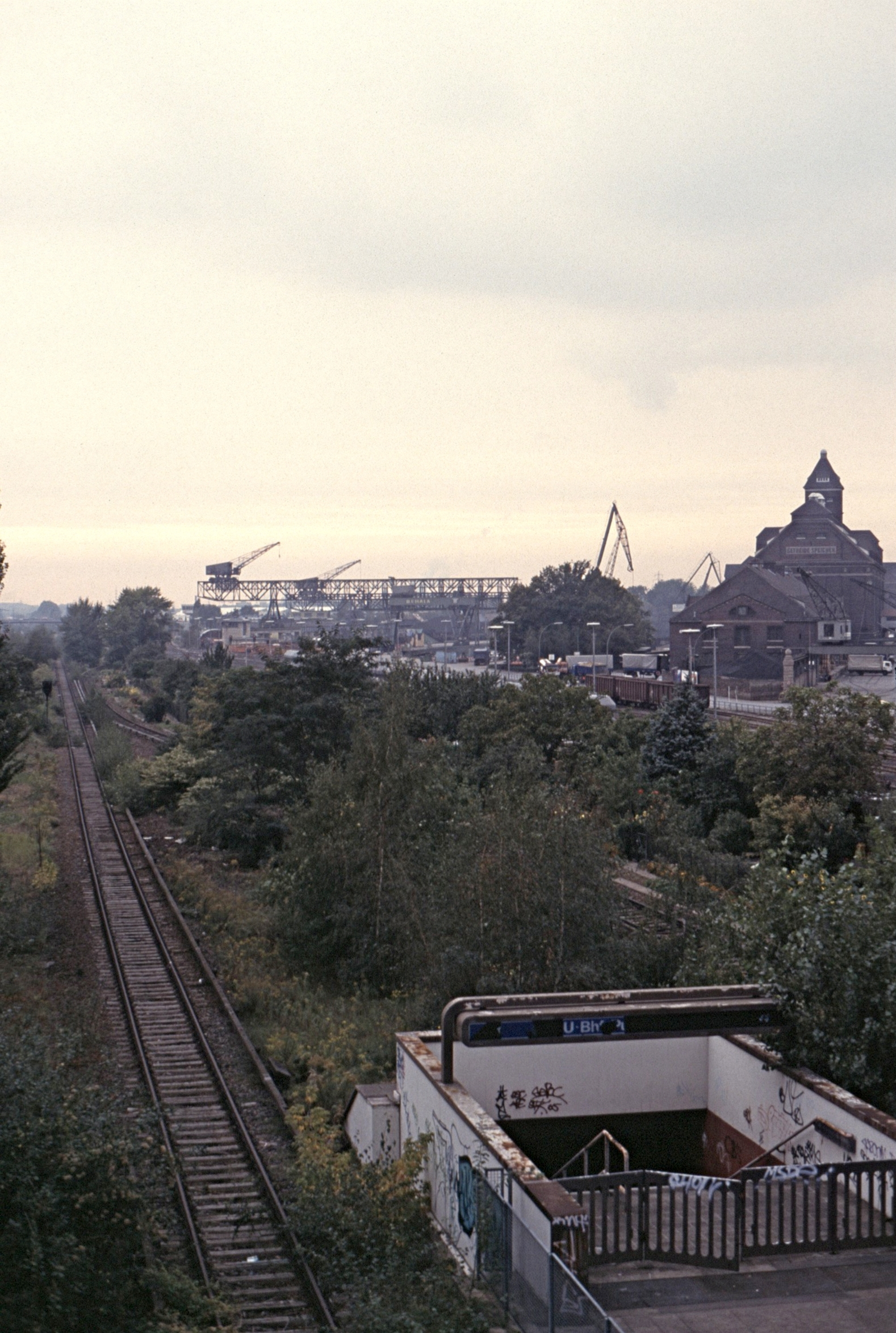
Übergang vom Ringbahnsteig zur Linie U9, 1992

Der zunächst als Putlitzstraße bezeichnete oberirdische Bahnhof an der Ringbahn wurde 1897/1898 an der gleichnamigen Straße bzw. Brücke eröffnet. An dem Entwurf für das Empfangsgebäude wirkte der Architekt Fritz Klingholz mit.
Der Bahnhof diente als Ersatz für den 1894 geschlossenen Bahnhof Moabit an der Siemens- und Quitzowstraße, der seitdem als Güterbahnhof genutzt wurde. Der Bahnhof Putlitzstraße war Ausgangspunkt eines Ganovenstücks des Schuhmachers Friedrich Wilhelm Voigt, der als „Hauptmann von Köpenick“ (später im gleichnamigen Drama von Carl Zuckmayer literarischen) Weltruhm erlangte. Von hier aus fuhr er 2. Klasse mit seiner zehnköpfigen „Mannschaft“ – diese 3. Klasse – nach Köpenick, um dort die Stadtkasse mit einem Betrag in Höhe von 3557,45 Mark an sich zu nehmen.
Der Bahnhof Putlitzstraße wurde mit zwei Bahnsteigen ausgestattet, einem für die Ringbahn-Züge östlich der Putlitzbrücke sowie einen für die Vorortzüge der Hamburger und Lehrter Bahn westlich der Putlitzbrücke. Zudem erhielt die Station ein zeitgenössisches Empfangsgebäude aus rotem Klinker von dem Architekten Karl Cornelius. Die erste elektrische S-Bahn hielt hier am 1. Februar 1929.
Nachdem die Nationalsozialisten 1933 die Macht in Deutschland übernommen hatten, ließ die Deutsche Reichsbahn in den späten 1930er Jahren südlich des Bahnhofs einen Bahnsteig an den Ausziehgleisen des Güterbahnhofs Moabit errichten, der zum Abtransport von Menschen, vorrangig Juden, in die Vernichtungslager diente. 
Im Zweiten Weltkrieg wurde das Empfangsgebäude beschädigt, allerdings vorerst stehengelassen. Nach dem Krieg wurde hier ein Mahnmal für die Züge in die Vernichtungslager errichtet. 1952 folgte die Schließung und der sich 1961 anschließende Abriss des Vorortbahnsteigs; der Lehrter Bahnhof als Endpunkt der Vorort-Strecke wurde ebenfalls geschlossen. Die Vorortzüge, die bisher aus Spandau West hier hielten, fuhren künftig, seit 1951 elektrisch, den Ringbahnsteig an. Auch nach dem Mauerbau am 13. August 1961 änderte sich außer den jeweiligen Endbahnhöfen der S-Bahn-Züge nichts an der Situation.
Im Jahr 1966 musste das alte oberirdische Empfangsgebäude abgerissen werden, die Kriegsschäden wurden bis dato nur notdürftig ausgebessert. An seiner Stelle entstand ein schlichter Neubau. Dieser musste bereits 1976 wieder weichen, diesmal war der Neubau der Putlitzbrücke, an der der Bahnhof liegt, ausschlaggebend dafür. Die Arbeiten wurden 1979 abgeschlossen, der Bahnsteig war nunmehr über je eine Treppe pro Straßenseite zu erreichen. Im Zuge des Umbaus der Station wurde der Bahnsteig um etwa 100 m nach Westen verlängert, sodass dort ein direkter Zugang zur U-Bahn entstand.
Der S-Bahnhof wurde allerdings schon 1980 als Folge der Einstellung des S-Bahn-Verkehrs auf der Ringbahn nach dem seinerzeitigen Reichsbahnerstreik geschlossen.

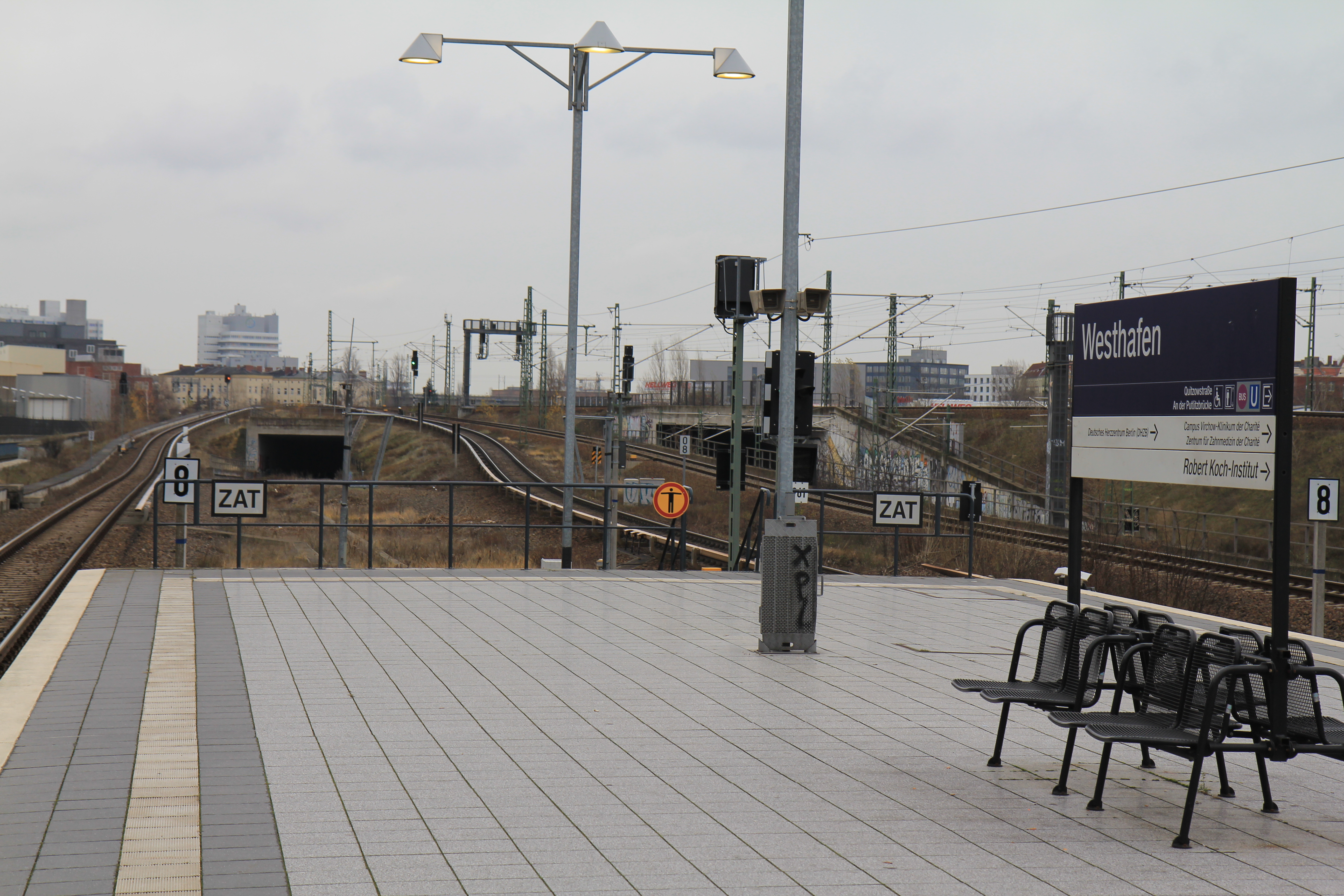
Ostkopf des Bahnsteigs der Ringbahn mit dem für die Strecke zum Hauptbahnhof vorbereiteten Tunnel, Dezember 2013

Bahnsteig und Zugänge wurden nach der politischen Wende im Zuge der Wiederherstellung der nördlichen Ringbahn neu errichtet, hierbei wurde auch der Zugang zur U-Bahn wiederhergestellt. Der S-Bahnhof konnte am 19. Dezember 1999 unter dem Namen Westhafen wiedereröffnet werden, wobei der Bahnhof zunächst Endstation für die aus Richtung Jungfernheide eintreffenden Züge war; mit dem Lückenschluss im Juni 2002 zwischen Westhafen und Gesundbrunnen war dann der Ring wieder vollständig befahrbar.
Beim Neubau des S-Bahnhofs wurde eine Ausfädelung in Richtung Hauptbahnhof für das S-Bahn-Projekt S21 vorbereitet.

Am S-Bahnsteig erfolgt die Zugabfertigung durch den Triebfahrzeugführer mittels Führerraum-Monitor (ZAT-FM).
Im Zuge der Reaktivierung der Siemensbahn soll im S-Bahnhof Westhafen eine dritte Bahnsteigkante errichtet werden.

## U-Bahnhof

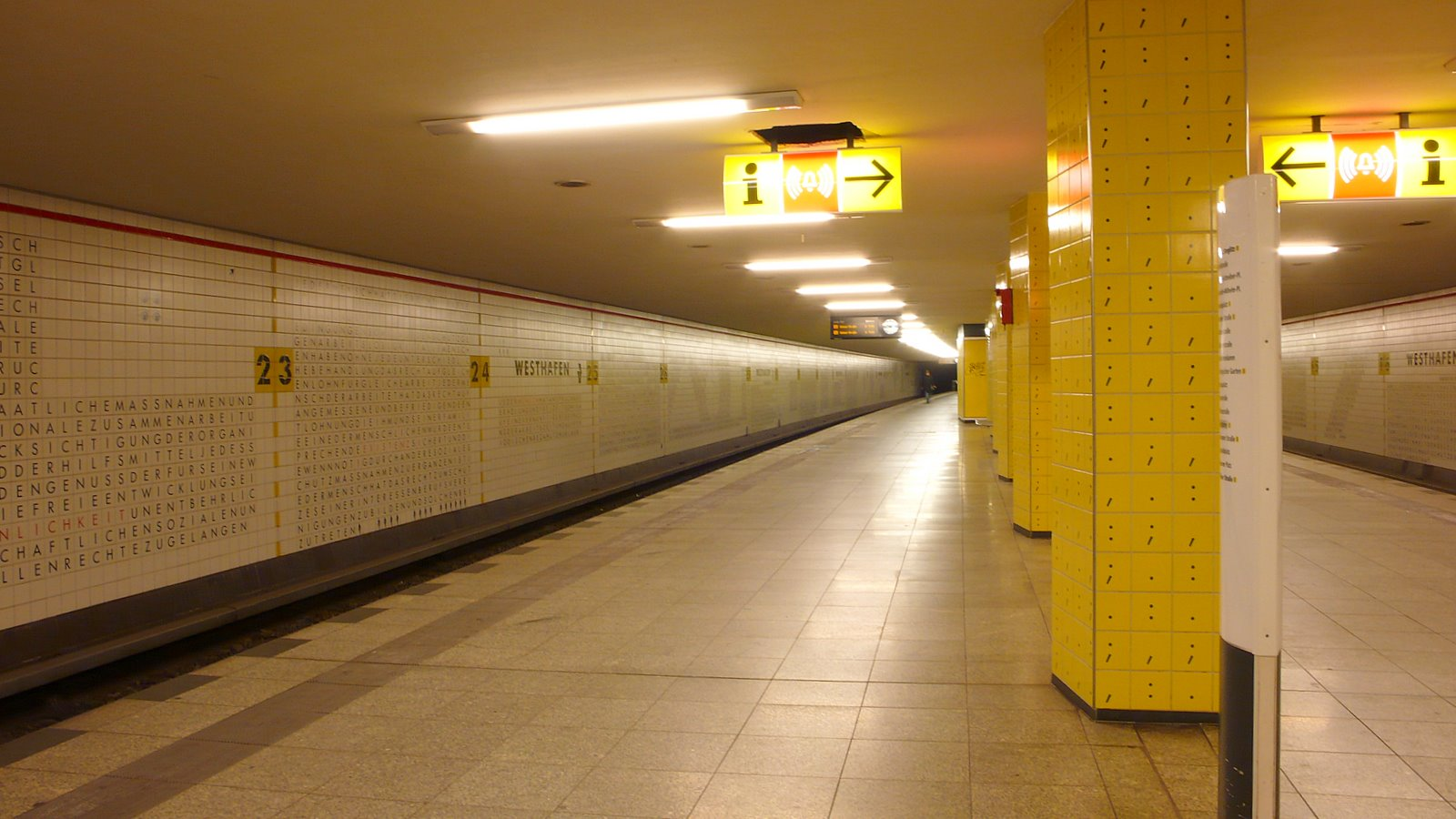
U-Bahnhof Westhafen

Der U-Bahnhof der seinerzeitigen Linie G, der heutigen Linie U9, wurde am 28. August 1961 wenige Wochen nach dem Mauerbau eröffnet, ebenfalls unter dem Namen Putlitzstraße. Der Architekt Bruno Grimmek übernahm die Gestaltung des 110 Meter langen Bahnsteigs. Zunächst war der Bahnhof ähnlich wie andere Berliner U-Bahnhöfe dieser Zeit so angelegt worden, dass keine Umsteigemöglichkeit zur S-Bahn bestand. Vielmehr sollte der S-Bahn-Boykott durch diese bauliche Maßnahme gefördert werden. 1975 wurde dann ein Übergang zum S-Bahnsteig errichtet.
Die Umbenennung des U-Bahnhofs in Westhafen erfolgte 1992. Im Jahr 2000 wurde der U-Bahnhof nach Plänen von Françoise Schein und Barbara Reiter im Rahmen des Projektes „INSCRIRE – die Menschenrechte schreiben“ komplett umgestaltet, die Wandfliesen im Bahnsteigbereich tragen nun Zitate aus der Allgemeinen Erklärung der Menschenrechte. Damit reiht sich die Station Westhafen mit ähnlichen U-Bahnhöfen in Paris (Station Concorde), Brüssel, Stockholm und Lissabon ein. Im Eingangsbereich befinden sich Zitate von Heinrich Heine in deutscher und französischer Sprache. Seit dem Umbau sind außerdem Aufzüge vorhanden.
Der U-Bahnhof trägt bei der BVG das Kürzel WF.

## Güterbahnhof

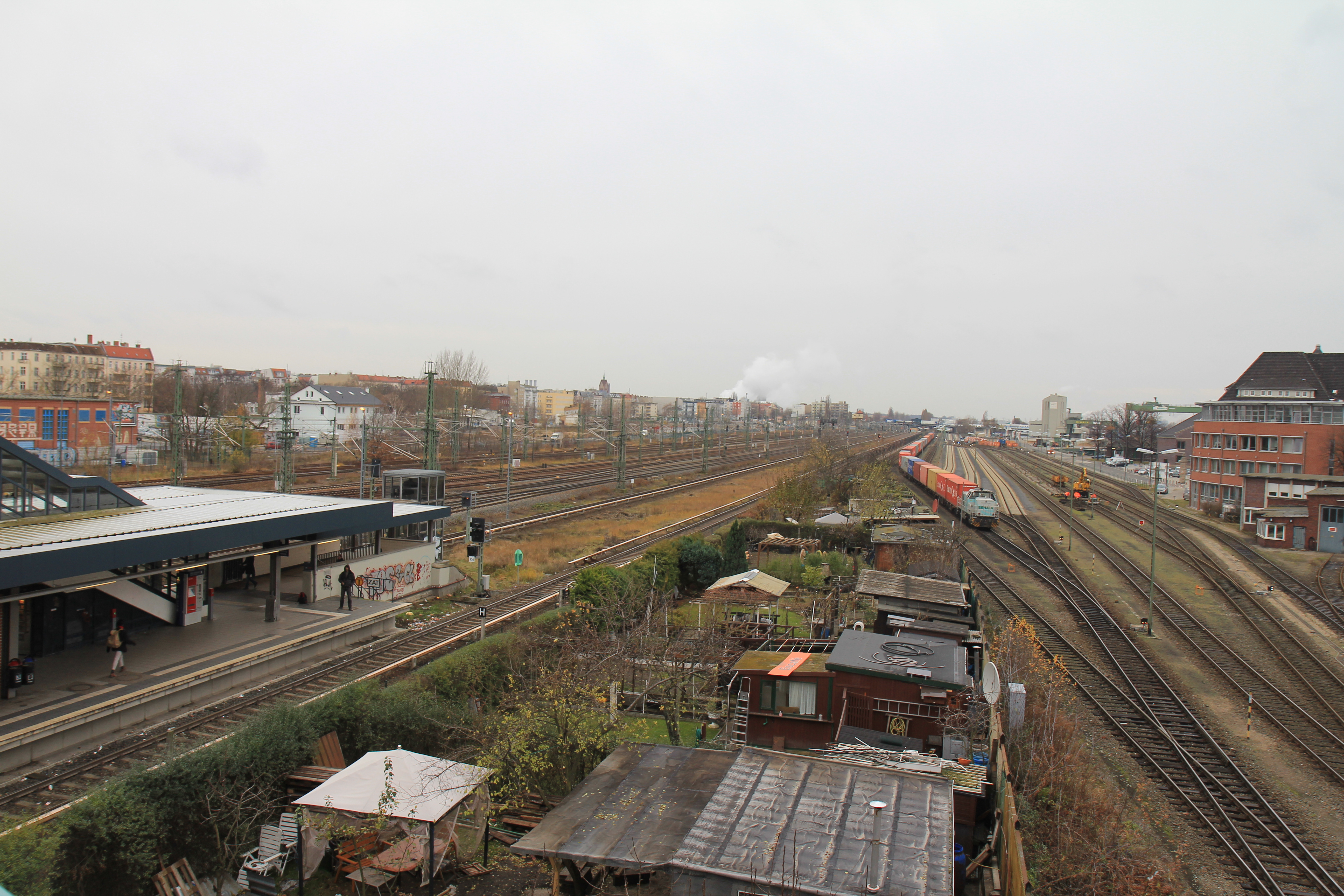
Blick von der Putlitzbrücke auf den Westkopf des Bahnsteigs der Ringbahn und den Containerbahnhof der BEHALA

Nordwestlich der S-Bahn-Station liegt der Güterbahnhof des Westhafens mit seinem Containerumschlagplatz.

## Anbindung
| Linie | Verlauf | Takt in der HVZ |
| ----- | --- | --------------- |
| ↻ ↺   | Gesundbrunnen – Schönhauser Allee – Prenzlauer Allee – Greifswalder Straße – Landsberger Allee – Storkower Straße – Frankfurter Allee – Ostkreuz – Treptower Park – Sonnenallee – Neukölln – Hermannstraße – Tempelhof – Südkreuz – Schöneberg – Innsbrucker Platz – Bundesplatz – Heidelberger Platz – Hohenzollerndamm – Halensee – Westkreuz – Messe Nord/ZOB – Westend – Jungfernheide – Beusselstraße – Westhafen – Wedding – Gesundbrunnen \|\| 5 min |                 |
|       | Osloer Straße – Nauener Platz – Leopoldplatz – Amrumer Straße – Westhafen – Birkenstraße – Turmstraße – Hansaplatz – Zoologischer Garten – Kurfürstendamm – Spichernstraße – Güntzelstraße – Berliner Straße – Bundesplatz – Friedrich-Wilhelm-Platz – Walther-Schreiber-Platz – Schloßstraße – Rathaus Steglitz \|\| 4 min |                 |

Der Bahnhof wird von den Linien S41 und S42 der S-Bahn sowie der Linie U9 der U-Bahn bedient. Mit Ausnahme einer im Verlauf der U-Bahn verkehrenden Nachtbuslinie bestehen keine Umsteigemöglichkeiten zum übrigen öffentlichen Nahverkehr.